# Psenopsis cyanea
Psenopsis cyanea is een straalvinnige vissensoort uit de familie van Centrolophidae. De wetenschappelijke naam van de soort is voor het eerst geldig gepubliceerd in 1890 door Alcock.